# 華雪
華雪（かせつ、1975年 - ）は、京都府生まれの女流書道家。
1998年、立命館大学文学部心理学専攻卒業。幼い頃から書と篆刻に親しみ、10歳の時に「日本書道学舎 響誌上展」で特別賞を受賞。高校、大学在学中から個展を開くなど、若手書道家として活躍する一方、デザイナーとしても「京都よろず屋」の店舗ロゴや、阪急百貨店梅田本店にある「パティスリー “五感 GOKAN”」の商品ロゴなども担当している。集英社創業85周年特別企画「戦争×文学」の題字も担当している。
現在、京都精華大学の公開講座で講師を勤めるほか、東京、京都、大阪を中心に個展を開いている。

## 主な受賞・入選歴
- 日本書道学舎 響誌上展 特別賞 （1985年）
- 高知県 安芸市立書道美術館 全国書展入選 （1994年）
- 日本書道研究所 日本書展 入選 （1995年 - 2001年）
- 美濃和紙の里会館 和紙画展アート部門 入選 （2000年 - 2001年）

## 主な作品集
- 雑誌「アイデア」特別付録『枕と燈台』 （篆刻・文）（誠文堂新光社）
- 篆刻作品集「ここ」 （アトリエ空中線造本）
- 書作品集「風街」 （アトリエ空中線造本）
- 「静物画 - 篆刻ノート -」 （アトリエ空中線造本/平凡社）
- 「石の遊び」 （アトリエ空中線造本/平凡社）